# 博布里夫尼克
50°14′0″N 34°18′15″E / 50.23333°N 34.30417°E
博布里夫尼克（烏克蘭語：Бобрівник），是烏克蘭中部的村莊，隸屬波爾塔瓦州的波爾塔瓦區。該村始建於1653年，距離塔拉西夫卡1公里，面積4.432平方公里，海拔高度152米，2001年人口1,120。